# Johannes Tinctoris

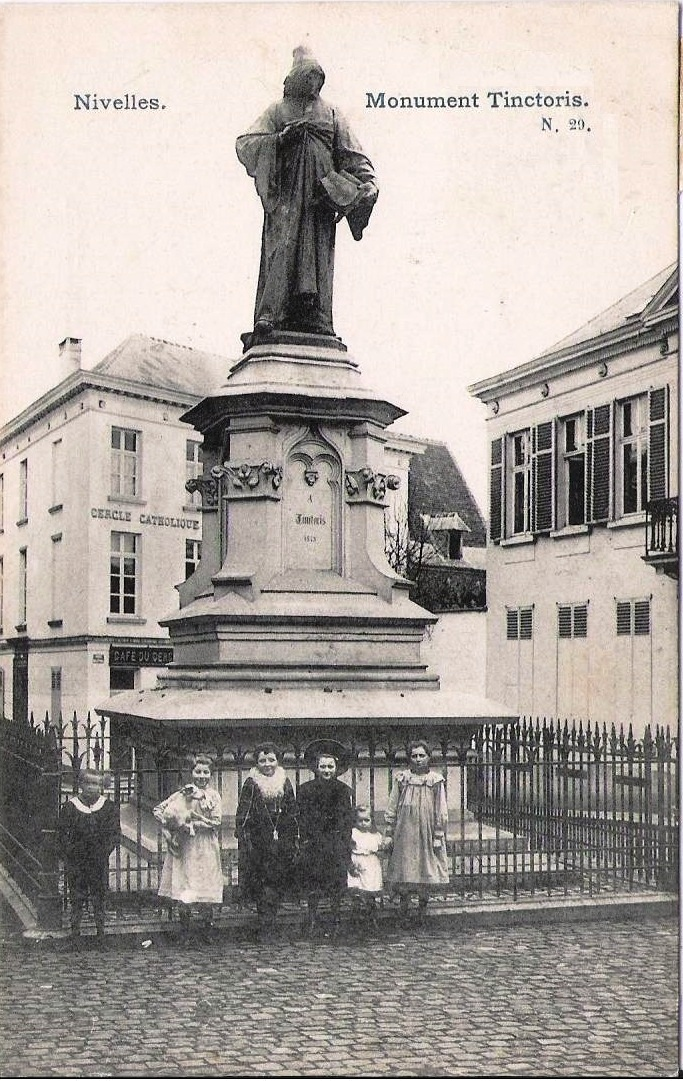
Pomnik Johannesa Tinctorisa w Nivelles (fot. 1906)

Johannes Tinctoris (ur. ok. 1435 w Braine-l’Alleud koło Nivelles, zm. przed 12 października 1511)  – franko-flamandzki kompozytor, kapelmistrz i teoretyk muzyki epoki renesansu. 

## Życiorys
Był kapelmistrzem katedry w Chartres. W latach 1471–1480 działał w Neapolu na dworze króla Ferdynanda I jako nauczyciel jego córki. We Włoszech pozostawał prawdopodobnie do 1485. Prawdopodobnie działał również jako nauczyciel śpiewu przy katedrze w Liège. Od 1488 był kanonikiem w kolegiacie św. Gertrudy w Nivelles, które piastował do śmierci 
Był czołowym teoretykiem muzyki okresu renesansu. Skodyfikował zasady kontrapunktu. Opublikował 12 traktatów z zakresu teorii muzyki, zawierające wiele przykładów muzycznych z twórczości m.in. Guillaume’a Dufaya, Gillesa Binchoisa, Johannesa Ockeghema, Jacoba Obrechta.

## Prace teoretyczne
(na podstawie materiałów źródłowych )
- Expositio manus (ok. 1472–1473)
- Proportionale musices (ok. 1472–1475)
- Terminorum musicae diffinitorium (wyd. Treviso, 1495) – najstarszy drukowany słowniczek muzyczny[1]
- Complexus effectuum musices (ok. 1472–1475)
- Liber imperfectionum notarum musicalium (ok. 1472–1475)
- Tractatus de regulari valore notarum (ok. 1472–1475)
- Tractatus de notis et pausis (ok. 1472–1475)
- Tractatus alterationum  (ok. 1472–1475) – omawia zasady notacji menzuralnej[1]
- Scriptum … super punctis musicalibus  (ok. 1472–1475)
- Liber de natura et proprietate tonorum (datowane: 6 listopada 1476)
- Liber de arte contrapuncti (datowane: 11 października 1477) – dot. teorii konsonansu i dysonansu oraz gatunków kontrapunktu[1]
- De inventione et usu musice, zagubione (ok. 1481–1483)
- Speculum musices, zagubione (napisane przed 1472)
- Articuli et ordinatione dell’ordine del Toson d’oro (ok. 1474–1477)

## Kompozycje
(na podstawie materiałów źródłowych )
|  | - Msza L’homme armé, na 4 głosy - Msza sine nomine (i), na 3 głosy (w dolnych rejestrach) - Msza sine nomine (ii), na 3 głosy (w górnych rejestrach) - Msza sine nomine, na 4 głosy - Msza Helas, zaginiona - Alleluia, na 2 głosy - Fecit potentiam, na 2 głosy - Lamentationes Jeremie, na 4 głosy - O virgo miserere mei, na 3 głosy - Pater rerum, zaginione - Gaude Roma vetus, zaginione - Credo | - Difficiles alios delectat pangere cantus, na 3 głosy - Comme femme, na 2 głosy - De tous biens playne, na 2 głosy - D’ung aultre amer, na 2 głosy - Helas le bon temps, na 3 głosy - Le souvenir, na 2 głosy - Le souvenir, na 4 głosy - O invida Fortuna, na 3 głosy - Tout a par moy, na 2 głosy - Vostre regart, na 3 głosy |